# کالیکسو گارسیا (کوبا)
کالیکسو گارسیا (به اسپانیایی: Calixto García) یک منطقهٔ مسکونی در کوبا است که در استان اولگین واقع شده‌است. کالیکسو گارسیا ۶۱۷ کیلومتر مربع مساحت و ۵۷٬۸۶۷ نفر جمعیت دارد و ۸۵ متر بالاتر از سطح دریا واقع شده‌است.